# دوديكان-1-ول
دوديكان-1-ول هو كحول دهني ذو إثنا عشر ذرات كربون، صيغته الجزيئية هي C12H26O. هو مركب عضوي ينتج صناعيًا من زيت النخيل أو زيت جوز الهند. تستخدم استرات كبريتات دوديكان-1-ول وخاصةً كبريتات دوديكان-1-ول السطحي على نطاق واسع جدًا. وتستخدم كل من دوديكان-1-ول سلفات الصوديوم وكبريتات الأمونيوم دوديكان-1-ول في صناعة الشامبو. كحول دوديكان-1-ول عديم اللون وله رائحة نباتية.